# Admiraal-generaal
Admiraal-generaal is een militaire rang, die voorkomt vanaf de 15e eeuw. In de periode van
de Republiek der Verenigde Nederlanden was de admiraal-generaal voorzitter van de Admiraliteitscolleges en bevelhebber van de vloot. De eerste benoeming (Maurits van Nassau) vond plaats in 1588.
In de praktijk was de rang verbonden aan het ambt van stadhouder. De functie van (opper)bevelhebber van de vloot werd door een ondergeschikte uitgeoefend. Tijdens het Eerste Stadhouderloos Tijdperk werd er geen admiraal-generaal benoemd. Ook toen werd uit de luitenant-admiraals van de verschillende admiraliteiten een bevelhebber benoemd, die dus de functie van commandant had maar geen hogere rang. In 1673 werd Michiel de Ruyter benoemd tot luitenant-admiraal-generaal, om te benadrukken dat hij niet alleen in functie, maar ook in rang hoger was dan de andere luitenant-admiraals. Hij bleef echter ondergeschikt aan de admiraal-generaal, Willem III. Erfstadhouder Willem V was de laatste admiraal-generaal van de Verenigde Nederlanden. De functie werd afgeschaft in 1795, na de Bataafse Revolutie.